# Libníč
Libníč település Csehországban, a České Budějovice-i járásban. Libníč Lišov, Adamov, Úsilné, Hůry, Jivno és Borek településekkel határos. Lakosainak száma 565 fő (2024. január 1.).

## Népesség
A település lakosságának változását az alábbi diagram mutatja:
| Lakosok száma | 579  | 511  | 479  | 454  | 394  | 377  | 509  | 518  | 545  | 565  |
|               | 1869 | 1890 | 1921 | 1950 | 1980 | 2001 | 2017 | 2019 | 2022 | 2024 |